# Carpophthoromyia
Carpophthoromyia es un género de insecto de la familia Tephritidae del orden Diptera.

## Especies
- Carpophthoromyia amoena Enderlein, 1920[1]
- Carpophthoromyia angusticeps Bezzi, 1923[1]
- Carpophthoromyia cinereofasciata Meijere, 1923[1]
- Carpophthoromyia debeckeri De Meyer, 2006
- Carpophthoromyia dimidiata Bezzi, 1924[1]
- Carpophthoromyia dividua De Meyer, 2006
- Carpophthoromyia flavofasciata De Meyer, 2006
- Carpophthoromyia formosula Austen, 1910[1]
- Carpophthoromyia fuelleborni Enderlein, 1920[1]
- Carpophthoromyia interrupta De Meyer, 2006
- Carpophthoromyia litterata (Munro, 1933)
- Carpophthoromyia nigribasis (Enderlein, 1920)
- Carpophthoromyia procera (Enderlein, 1920)
- Carpophthoromyia pseudotritea Bezzi, 1918[1]
- Carpophthoromyia pulchella Austen, 1910[1]
- Carpophthoromyia radulata De Meyer, 2006
- Carpophthoromyia schoutedeni De Meyer, 2006
- Carpophthoromyia scutellata (Walker, 1853)
- Carpophthoromyia speciosa Hancock, 1984[1]
- Carpophthoromyia superba Bezzi, 1918[1]
- Carpophthoromyia tessmanni (Enderlein, 1920)
- Carpophthoromyia tomentosa Meijere, 1914[1]
- Carpophthoromyia tritea (Walker, 1849)
- Carpophthoromyia virgata De Meyer, 2006
- Carpophthoromyia vittata (Fabricius, 1794)
- Carpophthoromyia woodi Bezzi, 1924[1]